# Аристанди (Сарисуський район)
Аристанди́ (каз. Арыстанды) — село у складі Сарисуського району Жамбильської області Казахстану. Входить до складу Туркестанського сільського округу.
До 2022 року село називалось Будьонне.
Населення — 387 осіб (2021; 468 у 2009, 505 у 1999, 418 у 1989).